# Herzog von Monteleone
Der Titel Herzog von Monteleone war ein Titel, der ab 1527 bis zum Ende des 20. Jahrhunderts von der Familie Pignatelli geführt wurde. 

## Herzöge von Monteleone
- Ettore I. Pignatelli († 1536), Signore di Mottola etc., 1501 als ständiger Gouverneur der Burg Monteleone eingesetzt, 1506 1. Conte di Monteleone, 1527 1. Duca di Monteleone, 1517–1534 Vizekönig von Sizilien; ⚭ Ippolita Gesualdo, Tochter von Sansone II.
- Ettore II. Pignatelli († 1579), deren Sohn, 2. Duca di Monteleone; ⚭ I Diana de Cardona, Tochter von Pedro de Cardona, Conte di Collesano (Haus Folch de Cardona); ⚭ II Emilia Ventimiglia, Tochter von Simone Marchese di Geraci
- Camillo I. Pignatelli († 1583), dessen Sohn aus erster Ehe, 3. Duca di Monteleone; ⚭ Girolama Colonna, Tochter von Ascanio Colonna, 2. Duca di Paliano
- Ettore III. Pignatelli (1574–1622), deren Sohn, 4. Duca di Monteleone, 1603–1611 Vizekönig von Katalonien; ⚭ Caterina Caracciolo, Erbtochter von Carlo Caracciolo, 6. Conte di Sant’Angelo
- Girolama Pignatelli (1599–1667), deren Tochter, 6. Duchessa di Monteleone; ⚭ Fabrizio II. Pignatelli, Principe di Noia, 1654–1657 Vizekönig von Aragón
- Ettore Pignatelli (1620–1674), deren Sohn, 7. Duca di Monteleone, 5. Principe di Noia; ⚭ Giovanna Tagliavia d' Aragona Cortez, 5. Duchessa di Terranuova
- Andrea Fabrizio I. Pignatelli (1640–1677), deren Sohn, Duca di Monteleone, 6. Principe di Noia; ⚭ Teresa Pimentel, Tochter von Antonio Alonso Pimentel de Quiñones y Herrera, 11. Conde y 8. Duque de Benavente
- Giovanna Pignatelli (1666–1723), deren Tochter, 9. Duchessa di Monteleone; ⚭
- Nicola Pignatelli (1648–1730), Sohn  von Giulio Pignatelli, 2. Principe di Noia, 8. Duca di Monteleone, 1687–1690 Vizekönig von Sardinien
- Diego Pignatelli Aragona Cortés (1687–1750), deren Sohn  7. Principe di Noia, 10. Duca di Monteleone; ⚭ I Anna Caracciolo, Tochter von Marino Francesco Caracciolo, Principe d' Avellino; ⚭ II Margherita Pignatelli,
- Fabrizio Mattia Pignatelli Aragona Cortés (1718–1763), dessen Sohn aus zweiter Ehe, 8. Principe di Noia, Duca di Monteleone; ⚭ Constanza de‘ Medici, Tochter von Giuseppe de' Medici, 4. Principe di Ottaiano e 2. Duca di Sarno
- Ettore Pignatelli Tagliavia d’Aragona Cortés (1742–1800), deren Sohn, 9. Principe di Noia, Duca di Monteleone; ⚭ Anna Maria Piccolomini d'Aragona, 6. Principessa di Valle, Tochter des Herzogs Giovanni Pompeo Piccolomini, 4. principe di Valle
- Diego Pignatelli Aragona Cortés (1774–1818), deren Sohn, 10. Principe di Noia, Duca di Monteleone; ⚭ Maria Carmela Caracciolo, Tochter von Giuseppe Litterio Caracciolo, 3. Principe di Atena
- Giuseppe Pignatelli Aragona Cortés (1795–1859), deren Sohn, 11. Principe di Noia, Duca di Monteleone; ⚭ Bianca, Contessa Lucchesi-Palli, Tochter von Antonio Lucchesi-Palli, 7. Principe di Campofranco e 3. Duque della Grazia
- Diego Pignatelli Aragona Cortés (1823–1880), deren Sohn, 12. Principe di Noia, Duca di Monteleone; ⚭ Giulia Cattaneo della Volta, Tochter von Domenico Cattaneo della Volta, Duca di Casalmaggiore
- Antonio Pignatelli Aragona Cortés (1827–1881), dessen Bruder, 13. Principe di Noia, Duca di Monteleone; ⚭ Marianna Fardella
- Giuseppe Pignatelli Aragona Cortés (1860–1938), deren Sohn, 14. Principe di Noia, Duca di Monteleone; ⚭ Rosa de la Gàndara y Plazaola
- Antonio Pignatelli Aragona Cortés (1892–1958), deren Sohn, 15. Principe di Noia, Duca di Monteleone; ⚭ Beatrice Molyneux
- Giuseppe Pignatelli Aragona Cortés (* 1931; † um 1989), deren Sohn, 16. Principe di Noia, Duca di Monteleone; ⚭ Giulia Gallarati – keine Nachkommen